# Bisinchi
Bisinchi (en cors Bisinchi) és un municipi francès, situat a la regió de Còrsega, al departament d'Alta Còrsega. L'any 1999 tenia 173 habitants. Està situat al pieve de Rustinu, a Castagniccia.

## Demografia
| 1962 | 1968 | 1975 | 1982 | 1990 | 1999 |
| ---- | ---- | ---- | ---- | ---- | ---- |
| 265  | 278  | 212  | 205  | 139  | 173  |

## Administració
| Període   | Identitat               | Partit | Qualitat |  |
| --------- | ----------------------- | ------ | -------- |  |
| 1995-2008 | Paul-Antoine Paolantoni |        |          |  |